# Łokacz Mały (gromada)
Łokacz Mały – dawna gromada, czyli najmniejsza jednostka podziału terytorialnego Polskiej Rzeczypospolitej Ludowej w latach 1954–1972.
Gromady, z gromadzkimi radami narodowymi (GRN) jako organami władzy najniższego stopnia na wsi, funkcjonowały od reformy reorganizującej administrację wiejską przeprowadzonej jesienią 1954 do momentu ich zniesienia z dniem 1 stycznia 1973, tym samym wypierając organizację gminną w latach 1954–1972.
Gromadę Łokacz Mały z siedzibą GRN w Łokaczu Małym utworzono – jako jedną z 8759 gromad na obszarze Polski – w powiecie pilskim w woj. poznańskim, na mocy uchwały nr 38/54 WRN w Poznaniu z dnia 5 października 1954. W skład jednostki weszły obszary dotychczasowych gromad Łokacz Mały, Łokacz Wielki i Lubcz Wielki oraz miejscowość Stefanowo z dotychczasowej gromady Brzegi ze zniesionej gminy Krzyż w tymże powiecie i województwie oraz obszar dotychczasowej gromady Bielice Nowe ze zniesionej gminy Drezdenko Nowe w powiecie strzeleckim w woj. zielonogórskim. Dla gromady ustalono 9 członków gromadzkiej rady narodowej.
1 stycznia 1958 z gromady Łokacz Mały wyłączono część obszaru miejscowości Łokacz Mały, włączając ją do miasta Krzyża w tymże powiecie, po czym gromadę Łokacz Mały zniesiono, a jej obszar włączono do nowo utworzonej gromady Krzyż w tymże powiecie.